# Clonakilty
Clonakilty (en irlandais Cloich na Coillte, « château des bois ») est une petite ville dans le Comté de Cork en Irlande.

## Géographie
Située à environ 60 km à l’ouest de Cork, la ville s'est construite sur la côte sud de l’Irlande.
Elle est entourée par une campagne vallonnée totalement vouée à la production agricole, notamment laitière.
Le centre de la ville avec ses boutiques et ses restaurants aux façades colorées attire beaucoup de touristes (en provenance essentiellement des États-Unis et du Royaume-Uni).
La population de la ville s’accroît de plus de 2 000 personnes aux mois de juillet et d’août.

## Toponymie
Cloghnykyltye est une des nombreuses orthographes phonétiques de Cloch na gCoillte (le château des bois, issu de cloch, l'irlandais pour la pierre ou la construction en pierre et coillte signifiant bois).

## Histoire
La région de Clonakilty compte des sites antiques et pré-celtiques, notamment Lios na gCon ringfort.
Les colons normands ont construit des châteaux dans la région. Des patronymes normands ont survécu.
En 1292, Thomas De Roach reçoit une charte l'autorisant à tenir un marché tous les lundis à Kilgarriffe (alors appelée Kyle Cofthy ou Cowhig's Wood), près de la ville actuelle.
Au XIVe siècle, Tuath na gCoillte (le pays des bois) est une bande boisée de plus de 15 km, séparant les baronnies d'Ibane (Ardfield) et de Barryro et atteignant la mer à Clonakilty Bay.
Un château appelé Coyltes Castell est cité dans un écrit de 1378, constitué pour un plaidoyer.
Clonakilty a bénéficié de la protection de Richard Boyle, 1er comte de Cork (le « grand comte »), parfois considéré comme son fondateur. Ce Lord Cork a obtenu du roi Jacques Ier d'Angleterre, en 1613, le droit d'envoyer des représentants locaux à la Chambre des communes irlandaise. L'arrondissement de Clonakilty a envoyé deux membres de 1613 à 1801.
Il a été privé de ce droit lorsque l'Acte d'Union est entré en vigueur en janvier 1801.
Les terres de Clonakilty ont été héritées par les comtes de Shannon, une autre branche de la dynastie des Boyle. Ils restent les propriétaires de la ville du XVIIIe siècle au début du XXe siècle.
Shannonvale, près de Clonakilty, est connue comme « le seul endroit de tout le Munster où aucun coup n'a été porté pendant le soulèvement de 1798 » à la Bataille de la Grande Croix. Une statue commémorative de la bataille de la Grande Croix a été dressée sur la place Astna au centre de Clonakilty.

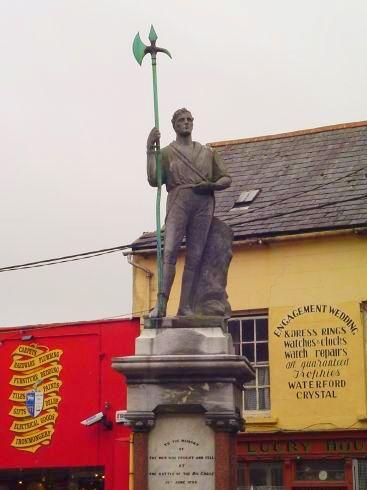
Statue de la Bataille de la Grande Croix, Clonakilty.

Mickael Collins, chef des services de renseignements de l'IRA, qui a combattu pour l'indépendance de 1920 à 1921, a vécu à Clonakilty et a fréquenté l'école de garçons locale. Collins a par la suite occupé le poste de président du gouvernement provisoire et a joué un rôle déterminant dans la fondation de l'État libre d'Irlande. Il a été tué dans une embuscade anti-traité pendant la guerre civile. Il a prononcé plusieurs discours à l'hôtel O'Donovan, sur la rue principale de Clonakilty. 
Près d'Emmet Square, où Collins a vécu, a été dressée une statue à sa mémoire (érigée et dédiée en 2002) et un musée (ouvert en 2016).

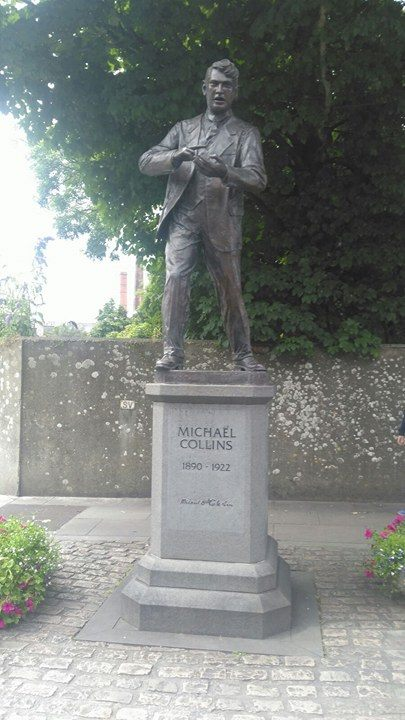
Statue de Michael Collins.

En avril 1943, une forteresse volante Boeing B-17 se rend au Maroc. Elle fait un atterrissage forcé dans un marais juste à l'extérieur de Clonakilty. Les soldats pensent avoir survolé la Norvège occupée par l'Allemagne, mais ont été désorientés par le brouillard. L’équipage n’est pas été blessé à l’atterrissage et les occupants sont sortis de la tourbière. Ils font appel à Eddie Collins, un homme de la région, qui les dirige vers la ville.
Kennedy Gardens, à Emmet Square (anciennement Shannon Square), dans le centre-ville, est nommé d'après John F. Kennedy.
En juin 2012, Clonakilty a été endommagé par des inondations.
Clonakilty a été fondée le 5 mai 1613. Le 5 mai 2013, le président Michael D. Higgins et son épouse sont présents dans la ville pour célébrer le 400e anniversaire de la charte originale.

## Culture et musique
Les bars de Clonakilty organisent des soirées de musique live tout au long de l'année. Des musiciens ont trouvé un accueil et une maison dans la région. 
Noel Redding a élu domicile à Clonakilty, tout comme l’auteur-compositeur-interprète Roy Harper. Le romancier anglais David Mitchell considère Clonakilty comme son domicile. 
Monday Night Trad Sessions, O'Donovans Tuesday Trad et le bar musical Shanley figurent parmi les principaux lieux de musique. [Citation requise].
Les séances de l'après-midi d'été au café en plein air Scannells ont attiré des artistes tels que Christy Moore, Sharon Shannon et Frances Black.
La ville accueille plusieurs festivals chaque année : le Festival international de guitare de Clonakilty à la mi-septembre, le festival The Motion et le festival Waterfront en août. Le Festival Waterfront 2010 a réuni des artistes irlandais, le Dublin Gospel Choir (en), Mundy, Aslan, The Heathers, Setmaker et la chanteuse espagnole Paula Gómez et son groupe.

## Tourisme

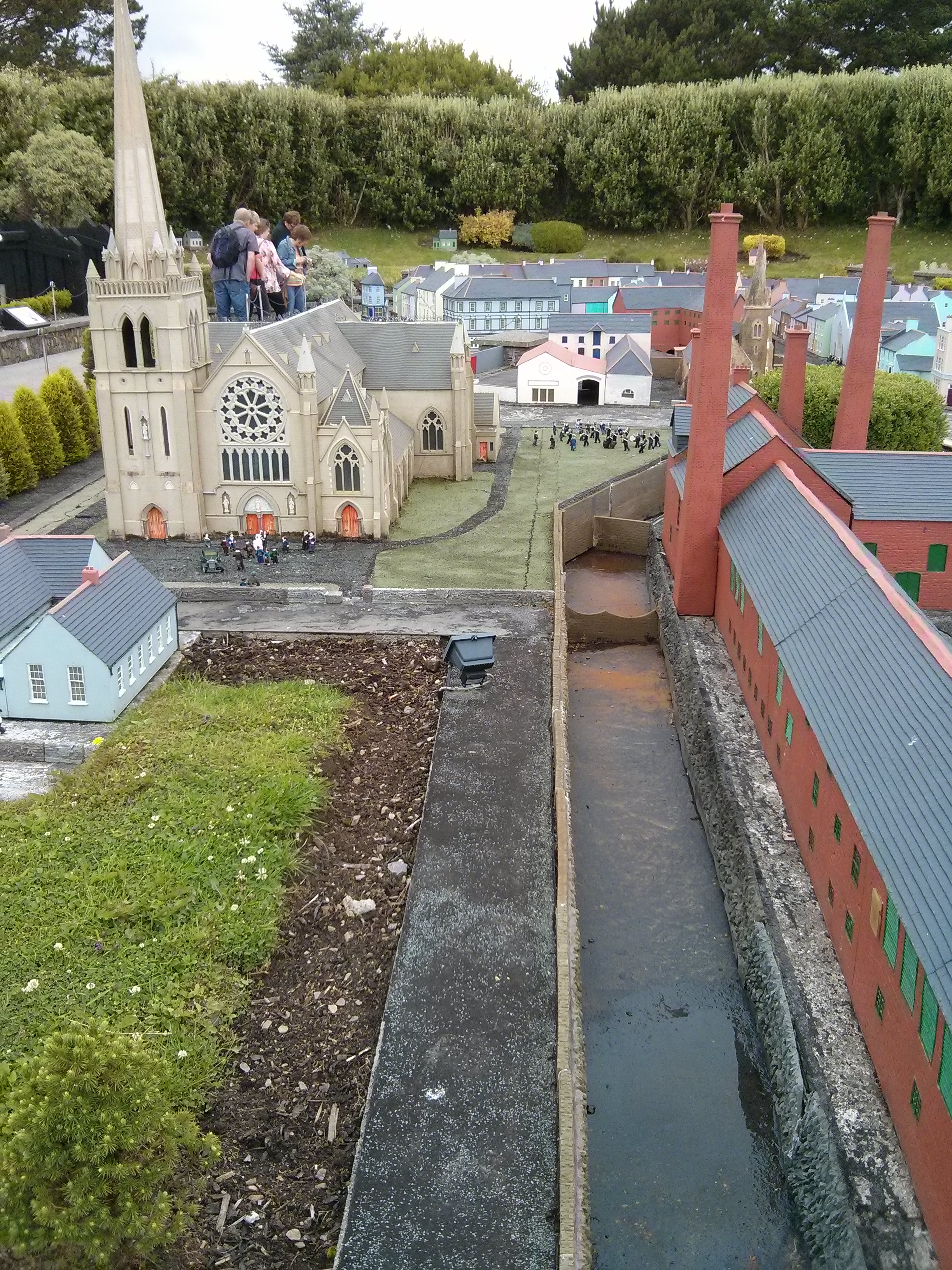
Model village, village miniature.

Le village miniature de Clonakilty est une attraction de la région. Il est constitué de représentations à l'échelle de Clonakilty et des villes voisines, construites sur une miniature de l'ancienne ligne de chemin de fer locale.
Le musée de Clonakilty, les maisons géorgiennes de la place Emmet et le centre Micheal Collins, situé à quelques kilomètres à l’est de la ville, font partie des sites touristiques majeurs de la ville.
Le musée est dédié au chef révolutionnaire irlandais Michael Collins. Il est aménagé dans une maison de ville géorgienne restaurée sur la place Emmet, où Collins vécut de 1903 à 1905. Il raconte la vie de Collins et l'histoire de l'indépendance irlandaise par le biais de visites guidées, d'expositions, de démonstrations interactives et de témoignages historiques.
Clonakilty est le siège du seul Festival d'actes de bonté ((en) Random Acts of Kindness Festival) au monde, créé en 2012 par le club local Clonakilty Macra na Feirme.
Le festival se tient chaque année le troisième week-end de juillet, avec la devise: « Éradiquer la misère et répandre le positivisme ».
Le carnaval de Clonakilty Street a lieu en juin de chaque année et comprend entre autres de la musique live.
Un marché de producteurs se tient dans l'allée O'Donovans tous les vendredis.

### Des plages
La plage bénéficie du label drapeau bleu dans l'île Inchydoney.
À environ 15 minutes de Clonakilty et offrant une vue sur le phare de Galley Head, s'étend Long Strand, un mile et demi de sable et de dunes. Le meilleur site est utilisé par les surfeurs mais le reste de la plage est impraticable pour la baignade en raison d'un ressac dangereux.
Duneen Beach se trouve en travers de la baie, du côté droit de la plage d'Inchydoney.

## Transports
L'aéroport le plus proche de la ville est l'aéroport de Cork.
Bus Éireann assure la liaison en autocar de Clonakilty à Cork et à Skibbereen.
Durant les mois d'été, un bus relie Killarney à la route N71 en passant par Skibbereen, Bantry, Glengarriff et Kenmare.
Clonakilty était l’une des destinations du West Cork Railway, ligne de chemin de fer irlandaise reliant Cork City à divers quartiers de West Cork. La gare de Clonakilty a ouvert ses portes le 28 août 1886. Elle a définitivement fermé le 1er avril 1961.
Clonakility héberge ClonBike, le seul système de partage de vélos en Irlande, en service dans une ville d'aussi petite taille que Clonakilty.

## Personnalités
- Timothy Deasy (1839-1880), patriote, né à Clonakilty.
- Mary Jane O'Donovan Rossa (1845-1916), une poète et activiste politique irlandaise, est née à Clonakilty.

## Sport
- (en) Clonakilty AFC
- (en) Clonakilty G.A.A. Club
- (en) Clonakilty RFC

## Jumelages
Clonakilty est jumelée avec :
- Châteaulin (France)
- Waldaschaff (Allemagne)